# Incidente del Boeing 247 della United Airlines del 1933
Il 10 ottobre 1933, il Trip 23 della United Air Lines, un aereo di linea Boeing 247 operato dalla United Airlines e registrato come NC13304, si schiantò vicino a Chesterton, Indiana, Stati Uniti. Il volo transcontinentale trasportava tre membri dell'equipaggio e quattro passeggeri e proveniva da Newark, New Jersey, con destinazione finale a Oakland, California. Era già atterrato a Cleveland ed era diretto alla tappa successiva a Chicago quando è esploso lungo il percorso. Tutti a bordo morirono nello schianto, causato da un ordigno esplosivo a bordo. Testimoni oculari a terra hanno riferito di aver sentito un'esplosione poco dopo le 21:00 e di aver visto l'aereo in fiamme a un'altitudine di circa 300 m. Una seconda esplosione è seguita allo schianto dell'aereo. La scena dell'incidente era adiacente a una strada sterrata a circa 5 miglia (8 km) fuori Chesterton, centrata in un'area boscosa a Jackson Township.
Gli investigatori hanno setacciato i detriti e si sono trovati di fronte a prove insolite; la toilette e il vano bagagli erano stati fatti a pezzi. Frammenti di metallo crivellavano l'interno della porta del bagno, mentre l'altro lato della porta era libero da frammenti di metallo. La sezione della coda era stata tagliata appena a poppa della toilette ed è stata trovata per lo più intatta a quasi un miglio di distanza dai rottami principali.
Il Federal Bureau of Investigation ha declassificato 324 documenti relativi all'indagine il 16 novembre 2017. Si tratta del primo atto comprovato di sabotaggio aereo nella storia dell'aviazione commerciale.

## Incidente

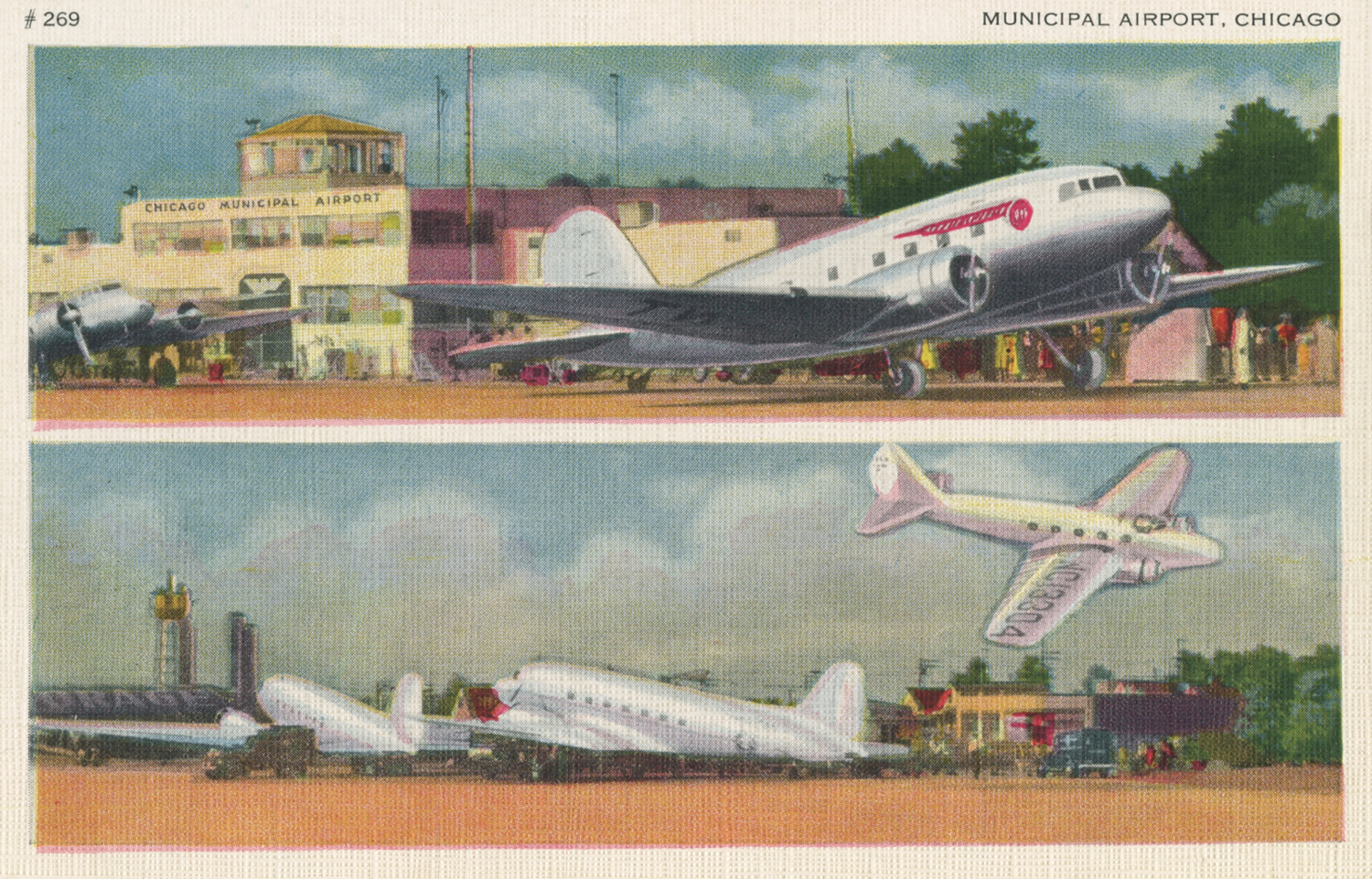
Illustrazione raffigurante l'aereo coinvolto

L'investigatore del Bureau of Investigation degli Stati Uniti Melvin Purvis ha dichiarato: "La nostra indagine mi ha convinto che la tragedia è stata il risultato di un'esplosione da qualche parte nella regione del compartimento bagagli nella parte posteriore dell'aereo. Tutto davanti al compartimento è stato spinto in avanti, tutto dietro è saltato fuori". all'indietro, e le cose di lato verso l'esterno." Notò anche che i serbatoi della benzina "erano schiacciati, dimostrando [che] non c'era stata alcuna esplosione al loro interno.

## L'indagine
Il dottor Carl Davis dell'ufficio del coroner della contea di Porter e gli esperti del Crime Detection Laboratory della Northwestern University hanno esaminato le prove dell'incidente e hanno concluso che è stato causato da una bomba, con nitroglicerina come probabile esplosivo. Uno dei passeggeri è stato visto trasportare un pacco marrone sull'aereo a Newark, ma gli investigatori hanno trovato il pacco tra i rottami e hanno escluso che fosse la fonte dell'esplosione. Gli investigatori hanno trovato un fucile tra i rottami, ma hanno stabilito che un passeggero lo trasportava a bordo come bagaglio, mentre era diretto a una sparatoria al North Shore Gun Club di Chicago. Nessun sospetto è mai stato identificato in questo incidente e rimane irrisolto.
Il capitano pilota Terrant, il suo copilota, l'hostess Alice Scribner e tutti e quattro i passeggeri furono uccisi. Scribner è stata la prima hostess della United a rimanere uccisa in un incidente aereo.